# Racivka, Ceaplînka
Racivka (în ucraineană Рачівка) este un sat în comuna Baltazarivka din raionul Ceaplînka, regiunea Herson, Ucraina.

## Demografie
Componența lingvistică a localității Racivka
     Ucraineană (96,15%)
     Rusă (3,85%)
Conform recensământului din 2001, majoritatea populației localității Racivka era vorbitoare de ucraineană (96,15%), existând în minoritate și vorbitori de rusă (3,85%).